# Чачалака східнобразильська
Чачалака східнобразильська (Ortalis araucuan) — вид куроподібних птахів родини краксових (Cracidae).

## Поширення
Ендемік Бразилії. Поширений у досить вузькій смузі крайнього сходу Бразилії, від Ріу-Гранді-ду-Норті на південь до Еспіріту-Санту та Мінас-Жерайс. Його основним середовищем проживання є атлантичний ліс, але також населяє вторинний ліс, каатингу і рестінгу.

## Опис
Довжина птаха становить близько 50 см. Вінає тьмяну руду верхівку і потилицю, коричневу верхню частину і червонуватий круп. Гулярна пляма червоного кольору. Нижня частина горла і грудей темно-коричневі з білуватими (у самиць) або жовтуватими (у самців) плямами; решта нижньої частини біла, за винятком вохристого гузна. Темно-коричневе око оточене голою шиферно-блакитною шкірою.